# دانا رید

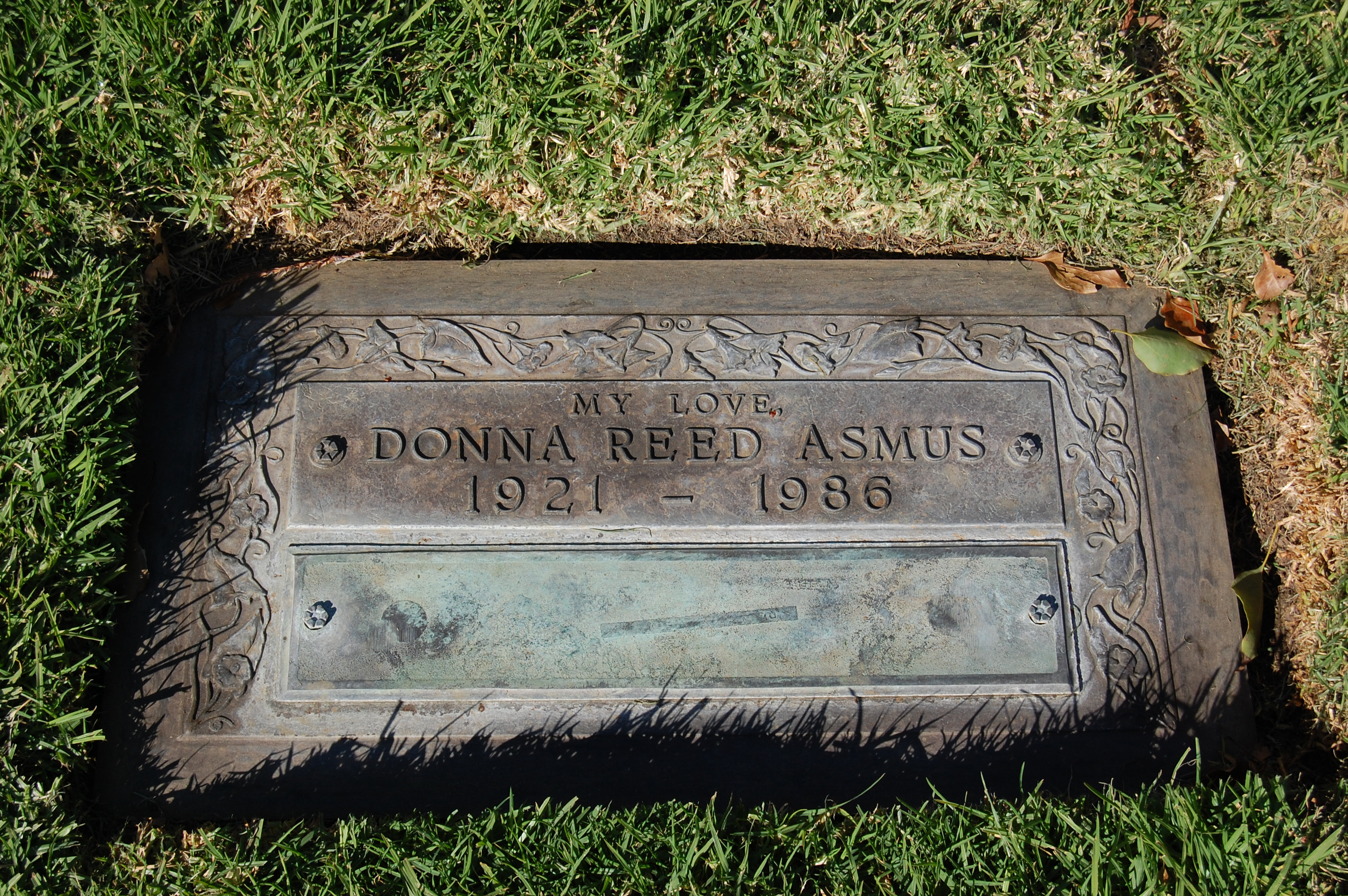
مقبره دانا رید

دانا رید (انگلیسی: Donna Reed؛ زاده ۲۷ ژانویهٔ ۱۹۲۱ – درگذشته ۱۴ ژانویه ۱۹۸۶) بازیگر اهل ایالات متحده آمریکا بود.

## بخشی از فیلمشناسی
از فیلم‌ها یا برنامه‌های تلویزیونی که وی در آن نقش داشته‌است می‌توان به آثار زیر اشاره کرد.
- گریز (فیلم ۱۹۴۱) (۱۹۴۱)
- کمدی انسانی (فیلم ۱۹۴۳) (۱۹۴۳)
- تصویر دوریان گری (فیلم ۱۹۴۵) (۱۹۴۵)
- آنان قابل چشم‌پوشی بودند (۱۹۴۵)
- چه زندگی شگفت‌انگیزی (۱۹۴۶)
- خیابان دلفین سبز (۱۹۴۷)
- آخرین مهلت شیکاگو (۱۹۴۹)
- از اینجا تا ابدیت (۱۹۵۳)
- آخرین باری که پاریس را دیدم (۱۹۵۴)
- خون‌بها! (۱۹۵۶)
- سوءظن (مجموعه تلویزیونی) (۱۹۵۷)
- دالاس (مجموعه تلویزیونی ۱۹۷۸) (۱۹۸۴–۱۹۸۵)